# Glasgow and West of Scotland Football League
Ne doit pas être confondu avec Glasgow Football League.
La Glasgow and West of Scotland Football League (ou plus simplement Glasgow and West of Scotland League) était une compétition de football organisée en Écosse de 1898 à 1907. Il s'agissait d'une compétition qui venait en complément du championnat d'Écosse organisé par la Scottish Football League, dans le but d'augmenter le nombre de matches disputés et ainsi les recettes de billetterie. 

## Membres
- Abercorn : 1898-1899
- Airdrieonians : 1902-1903
- Ayr : 1898-1899
- Ayr Parkhouse : 1898-1899
- Clyde : 1899-1907
- Hamilton Academical : 1903-1907
- Kilmarnock : 1898-1907
- Linthouse : 1898-1899
- Morton : 1898-1907
- Motherwell : 1902-1907
- Partick Thistle : 1899-1902
- Port Glasgow Athletic : 1898-1907
- Saint Mirren : 1898-1902

## Champions
- 1898-99 : Saint Mirren
- 1899-1900 : Kilmarnock et Morton
- 1900-01 : Morton
- 1901-02 : Port Glasgow Athletic
- 1902-03 : Motherwell
- 1903-04 : non attribué
- 1904-05 : Clyde
- 1905-06 : Kilmarnock
- 1906-07 : Clyde

## Saisons

### 1898-99
Kilmarnock qui était prévu pour participer à cette édition s'en est retiré sans jouer le moindre match. Certains résultats ont été perdus. Le titre est remporté par Saint Mirren.
Les tableaux suivants présentent les résultats connus ainsi que le classement incomplet de la ligue, basé uniquement sur les résultats connus.
| Rang | Équipe                | Pts | J  | G | N | P | Bp | Bc | Diff |  | Résultats (▼ dom., ► ext.) | Aber | Ayr | AyPa | Lint | Mort | Port | StMi |
| ---- | --------------------- | --- | -- | - | - | - | -- | -- | ---- |  | -------------------------- | ---- | --- | ---- | ---- | ---- | ---- | ---- |
| 1    | Morton                | 18  | 12 | 7 | 4 | 1 | 40 | 18 | +22  |  | Abercorn                   |      | 4-1 | 5-0  | X    | 2-6  | 2-3  | 0-6  |
| 2    | Saint Mirren          | 17  | 10 | 7 | 3 | 0 | 34 | 15 | +19  |  | Ayr                        | 3-3  |     | 2-3  | X    | 0-3  | 3-2  | 2-3  |
| 3    | Port Glasgow Athletic | 15  | 11 | 6 | 3 | 2 | 40 | 21 | +19  |  | Ayr Parkhouse              | 2-0  | 0-3 |      | 5-3  | 2-2  | 4-2  | 1-4  |
| 4    | Ayr Parkhouse         | 8   | 12 | 3 | 2 | 7 | 23 | 42 | -19  |  | Linthouse                  | 2-1  | X   | 2-1  |      | 1-2  | 0-1  | 3-5  |
| 5    | Abercorn              | 6   | 11 | 2 | 2 | 6 | 19 | 35 | -16  |  | Morton                     | 9-2  | 2-0 | 2-1  | 9-3  |      | 2-2  | 1-1  |
| 6    | Ayr                   | 5   | 9  | 2 | 1 | 6 | 17 | 29 | -12  |  | Port Glasgow Athletic      | 0-0  | 9-3 | 12-2 | 3-1  | 3-1  |      | 3-3  |
| 7    | Linthouse             | 4   | 9  | 2 | 0 | 7 | 17 | 30 | -13  |  | Saint Mirren               | 3-0  | X   | 5-2  | 3-2  | 1-1  | X    |      |

### 1899-1900
Comme il n'existait pas de départage à la différence de buts, le titre est attribué conjointement à Morton et à Kilmarnock.
| Rang | Équipe                | Pts | J  | G | N | P | Bp | Bc | Diff |  | Résultats (▼ dom., ► ext.) | Clyd | Kilm | Mort | Part | Port | StMi |
| ---- | --------------------- | --- | -- | - | - | - | -- | -- | ---- |  | -------------------------- | ---- | ---- | ---- | ---- | ---- | ---- |
| 1    | Morton                | 13  | 10 | 6 | 1 | 3 | 20 | 12 | +8   |  | Clyde                      |      | 1-2  | 2-2  | 0-4  | 4-1  | 3-1  |
| 2    | Kilmarnock            | 13  | 10 | 6 | 1 | 3 | 21 | 14 | +7   |  | Kilmarnock                 | 2-1  |      | 1-0  | 4-2  | 4-0  | 1-1  |
| 3    | Saint Mirren          | 11  | 10 | 5 | 1 | 4 | 23 | 19 | +4   |  | Morton                     | 3-0  | 3-1  |      | 3-0  | 2-1  | 1-0  |
| 4    | Partick Thistle       | 10  | 10 | 5 | 0 | 5 | 26 | 20 | +6   |  | Partick Thistle            | 3-0  | 1-4  | 2-1  |      | 4-0  | 4-1  |
| 5    | Port Glasgow Athletic | 8   | 10 | 4 | 0 | 6 | 17 | 28 | -11  |  | Port Glasgow Athletic      | 3-0  | 3-1  | 1-3  | 3-2  |      | 4-2  |
| 6    | Clyde                 | 5   | 10 | 2 | 1 | 7 | 12 | 26 | -14  |  | Saint Mirren               | 5-0  | 2-1  | 2-1  | 4-3  | 5-1  |      |

### 1900-01
Les résultats de cette édition ont été perdus ou ne correspondent pas à la réalité du classement connu.
| Rang | Équipe                | Pts | J  | G | N | P | Bp | Bc | Diff |  | Résultats (▼ dom., ► ext.) | Clyd | Kilm | Mort | Part | Port | StMi |
| ---- | --------------------- | --- | -- | - | - | - | -- | -- | ---- |  | -------------------------- | ---- | ---- | ---- | ---- | ---- | ---- |
| 1    | Morton                | 12  | 10 | 5 | 2 | 3 | 23 | 22 | +1   |  | Clyde                      |      | ?    | ?    | ?    | ?    | ?    |
| 2    | Saint Mirren          | 11  | 10 | 4 | 3 | 3 | 25 | 13 | +12  |  | Kilmarnock                 | ?    |      | ?    | ?    | ?    | ?    |
| 3    | Clyde                 | 11  | 10 | 5 | 1 | 4 | 21 | 19 | +2   |  | Morton                     | ?    | ?    |      | ?    | ?    | ?    |
| 4    | Port Glasgow Athletic | 11  | 10 | 4 | 3 | 3 | 20 | 19 | +1   |  | Partick Thistle            | ?    | ?    | ?    |      | ?    | ?    |
| 5    | Kilmarnock            | 10  | 10 | 4 | 2 | 4 | 20 | 18 | +2   |  | Port Glasgow Athletic      | ?    | ?    | ?    | ?    |      | ?    |
| 6    | Partick Thistle       | 5   | 10 | 2 | 1 | 7 | 10 | 19 | -9   |  | Saint Mirren               | ?    | ?    | ?    | ?    | ?    |      |

### 1901-02
| Rang | Équipe                | Pts | J  | G | N | P | Bp | Bc | Diff |  | Résultats (▼ dom., ► ext.) | Clyd | Kilm | Mort | Part | Port | StMi |
| ---- | --------------------- | --- | -- | - | - | - | -- | -- | ---- |  | -------------------------- | ---- | ---- | ---- | ---- | ---- | ---- |
| 1    | Port Glasgow Athletic | 15  | 10 | 7 | 1 | 2 | 29 | 17 | +12  |  | Clyde                      |      | 0-0  | 3-1  | 1-3  | 1-2  | 2-1  |
| 2    | Partick Thistle       | 14  | 10 | 7 | 0 | 3 | 20 | 15 | +5   |  | Kilmarnock                 | 3-1  |      | 1-2  | 2-1  | 1-3  | 4-1  |
| 3    | Kilmarnock            | 11  | 10 | 5 | 1 | 4 | 21 | 20 | +1   |  | Morton                     | 0-3  | 1-3  |      | 0-1  | 1-2  | 2-3  |
| 4    | Saint Mirren          | 9   | 10 | 4 | 1 | 5 | 18 | 20 | -2   |  | Partick Thistle            | 3-2  | 4-1  | 2-1  |      | 1-0  | 2-1  |
| 5    | Clyde                 | 8   | 10 | 3 | 2 | 5 | 15 | 19 | -4   |  | Port Glasgow Athletic      | 4-0  | 6-4  | 2-2  | 5-3  |      | 4-2  |
| 6    | Morton                | 3   | 10 | 1 | 1 | 8 | 11 | 23 | -12  |  | Saint Mirren               | 2-2  | 1-2  | 3-1  | 2-0  | 2-1  |      |

### 1902-03
Certains résultats ont été perdus. Le titre est remporté par Motherwell.
Les tableaux suivants présentent les résultats connus ainsi que le classement incomplet de la ligue, basé uniquement sur les résultats connus.
| Rang | Équipe                | Pts | J  | G | N | P | Bp | Bc | Diff |  | Résultats (▼ dom., ► ext.) | Aird | Clyd | Kilm | Mort | Moth | Port |
| ---- | --------------------- | --- | -- | - | - | - | -- | -- | ---- |  | -------------------------- | ---- | ---- | ---- | ---- | ---- | ---- |
| 1    | Morton                | 11  | 9  | 5 | 1 | 3 | 15 | 12 | +3   |  | Airdrieonians              |      | 4-1  | 5-3  | X    | 0-0  | 2-1  |
| 2    | Motherwell            | 10  | 7  | 4 | 2 | 1 | 12 | 6  | +6   |  | Clyde                      | 5-0  |      | 0-2  | 0-1  | X    | X    |
| 3    | Clyde                 | 10  | 10 | 5 | 0 | 5 | 18 | 13 | +5   |  | Kilmarnock                 | 1-1  | 0-2  |      | 0-1  | 2-5  | 4-2  |
| 4    | Port Glasgow Athletic | 9   | 8  | 4 | 1 | 3 | 14 | 14 | 0    |  | Morton                     | 3-1  | 3-1  | 3-2  |      | 2-3  | 0-2  |
| 5    | Airdrieonians         | 9   | 9  | 3 | 3 | 3 | 15 | 17 | -2   |  | Motherwell                 | 2-1  | 0-0  | 2-0  | X    |      | X    |
| 6    | Kilmarnock            | 5   | 10 | 2 | 1 | 7 | 15 | 23 | -8   |  | Port Glasgow Athletic      | 1-1  | 5-0  | 2-1  | 3-2  | X    |      |

### 1903-04
Cette édition n'alla pas jusqu'à son terme et le titre ne fut pas attribué.
| Rang | Équipe                | Pts | J  | G | N | P | Bp | Bc | Diff |  | Résultats (▼ dom., ► ext.) | Clyd | Hami | Kilm | Mort | Moth | Port |
| ---- | --------------------- | --- | -- | - | - | - | -- | -- | ---- |  | -------------------------- | ---- | ---- | ---- | ---- | ---- | ---- |
| 1    | Port Glasgow Athletic | 11  | 8  | 5 | 1 | 2 | 11 | 6  | +5   |  | Clyde                      |      | 2-1  | 2-0  | 0-1  | 3-0  | X    |
| 2    | Kilmarnock            | 10  | 10 | 3 | 4 | 3 | 8  | 10 | -2   |  | Hamilton Academical        | 6-1  |      | 1-2  | X    | 2-0  | X    |
| 3    | Morton                | 9   | 7  | 3 | 3 | 1 | 14 | 6  | +8   |  | Kilmarnock                 | 1-1  | 2-2  |      | 1-1  | 0-0  | 1-0  |
| 4    | Clyde                 | 8   | 9  | 3 | 2 | 4 | 10 | 15 | -5   |  | Morton                     | 0-0  | X    | 2-0  |      | 7-1  | 1-2  |
| 5    | Hamilton Academical   | 7   | 7  | 3 | 1 | 3 | 18 | 10 | +8   |  | Motherwell                 | 2-1  | 2-6  | 1-0  | X    |      | 0-1  |
| 6    | Motherwell            | 5   | 9  | 2 | 1 | 6 | 6  | 21 | -15  |  | Port Glasgow Athletic      | 4-1  | 1-0  | 0-1  | 1-0  | X    |      |

### 1904-05
Motherwell quitta la compétition après avoir joué 3 matches qui ne furent pas pris en compte pour l'établissement du classement. Le score du match, terminé sur un résultat nul, entre Morton et Hamilton Academical n'est pas connu avec précision.
| Rang | Équipe                | Pts | J | G | N | P | Bp | Bc | Diff |  | Résultats (▼ dom., ► ext.) | Clyd | Hami | Kilm | Mort | Moth | Port |
| ---- | --------------------- | --- | - | - | - | - | -- | -- | ---- |  | -------------------------- | ---- | ---- | ---- | ---- | ---- | ---- |
| 1    | Clyde                 | 14  | 8 | 6 | 2 | 0 | 15 | 6  | +9   |  | Clyde                      |      | 2-2  | 1-0  | 1-1  | X    | 2-1  |
| 2    | Hamilton Academical   | 10  | 8 | 4 | 2 | 2 | 19 | 16 | +3   |  | Hamilton Academical        | 1-3  |      | 0-6  | 3-1  | X    | 5-1  |
| 3    | Morton                | 8   | 8 | 3 | 2 | 3 | 15 | 15 | 0    |  | Kilmarnock                 | 0-0  | 1-4  |      | 1-2  | 4-1  | 1-1  |
| 4    | Kilmarnock            | 5   | 8 | 1 | 3 | 4 | 14 | 14 | 0    |  | Morton                     | 2-3  | N    | 3-2  |      | X    | 3-1  |
| 5    | Port Glasgow Athletic | 3   | 8 | 0 | 3 | 5 | 10 | 21 | -11  |  | Motherwell                 | X    | X    | 2-2  | 1-1  |      | X    |
| 6    | Motherwell            |     |   |   |   |   |    |    |      |  | Port Glasgow Athletic      | 0-3  | 1-2  | 3-3  | 2-2  | X    |      |

### 1905-06
Les résultats de certains matches de championnat d'Écosse furent pris en compte pour cette édition. Certains autres matches ne furent pas joués. Kilmarnock et Port Glasgow Athletic ne s'affrontèrent qu'une seule fois, le résultat de cette rencontre comptant double.
| Rang | Équipe                | Pts | J | G | N | P | Bp | Bc | Diff |  | Résultats (▼ dom., ► ext.) | Clyd | Hami | Kilm | Mort | Moth | Port |
| ---- | --------------------- | --- | - | - | - | - | -- | -- | ---- |  | -------------------------- | ---- | ---- | ---- | ---- | ---- | ---- |
| 1    | Kilmarnock            | 14  | 9 | 5 | 2 | 2 | 16 | 8  | +8   |  | Clyde                      |      | 4-2  | 1-0  | X    | X    | 1-0  |
| 2    | Hamilton Academical   | 7   | 6 | 3 | 1 | 2 | 10 | 9  | +1   |  | Hamilton Academical        | 2-0  |      | 0-0  | 4-2  | 1-0  | X    |
| 3    | Clyde                 | 6   | 6 | 3 | 0 | 3 | 6  | 10 | -4   |  | Kilmarnock                 | 4-0  | 3-1  |      | 1-1  | 3-0  | 3-2  |
| 4    | Motherwell            | 4   | 5 | 2 | 0 | 3 | 4  | 7  | -3   |  | Morton                     | X    | X    | 3-0  |      | X    | 1-3  |
| 5    | Morton                | 3   | 4 | 1 | 1 | 2 | 7  | 8  | -1   |  | Motherwell                 | 2-0  | X    | 0-4  | X    |      | X    |
| 6    | Port Glasgow Athletic | 2   | 4 | 1 | 0 | 3 | 6  | 7  | -1   |  | Port Glasgow Athletic      | X    | X    | X    | X    | 1-2  |      |

### 1907-08
La dernière édition de cette compétition fut mise en place dans le but d'attribuer définitivement le trophée à l'équipe victorieuse et se déroula sous la forme d'une coupe à élimination directe.

#### 1ertour
| Équipe accueillant    | Score | Équipe visiteuse |
| --------------------- | ----- | ---------------- |
| Port Glasgow Athletic | 0–0   | Motherwell       |
| Clyde                 | 3–0   | Kilmarnock       |

Match à rejouer
| Équipe accueillant | Score | Équipe visiteuse      |
| ------------------ | ----- | --------------------- |
| Motherwell         | 1–0   | Port Glasgow Athletic |

#### Demi-finales
| Équipe accueillant  | Score | Équipe visiteuse |
| ------------------- | ----- | ---------------- |
| Hamilton Academical | 3–2   | Morton           |
| Clyde               | 2–1   | Motherwell       |

#### Finale
| Équipe 1            | Résultat | Équipe 2 | Aller | Retour |
| ------------------- | -------- | -------- | ----- | ------ |
| Hamilton Academical | 2 - 3    | Clyde    | 2 - 0 | 0 - 3  |